# Werner Rathmayr
Werner Rathmayr (* 26. Januar 1972 in Linz) ist ein ehemaliger österreichischer Skispringer der 1990er Jahre.

## Werdegang
Werner Rathmayr begann seine Profikarriere im Januar 1990 in Innsbruck. Bei den Juniorenweltmeisterschaften 1990 in Štrbské Pleso wurde er mit der österreichischen Mannschaft Weltmeister im Teamwettbewerb. Bereits sein 4. Weltcup-Springen auf der Großschanze am 15. Dezember 1991 in Sapporo gewann er überraschend. Diesem folgte ein zweiter Platz in Oberstdorf im Rahmen der Vierschanzentournee und weitere Top-Ten-Platzierungen. Die Saison schloss er auf dem zweiten Gesamtplatz ab. Auch in der darauf folgenden Saison machte er mit einem Doppelsieg in Falun am 5./6. Dezember 1992, zwei zweiten Plätzen in Ruhpolding und Sapporo eine bzw. zwei Wochen später und weiteren Top-Ten-Platzierungen auf sich aufmerksam. Nach einem schweren Sturz bei den Weltmeisterschaften in Falun konnte Rathmayr nicht mehr an vergangene Erfolge anschließen. Anfang 1995 beendete er schließlich seine Karriere im Springen, Anfang 1997 auch im Skifliegen.
Im Sommer 1995 zog er sich bei einem Unfall im Bungeespringen einen Oberschenkelbruch zu.
Rathmayr war nach seiner aktiven Karriere Trainer des österreichischen B-Kaders im Skispringen. Zudem gibt er Skisprung-Kurse für Amateure und tritt auf Landesebene auch als Wettkampfleiter in Erscheinung.
Rathmayr war für seinen charakteristischen Sprungstil bekannt, der sich durch zahlreiche Korrekturen mit den Händen und Fingern während der Flugphase kennzeichnete und ihm den Beinamen "Pianist der Lüfte" einbrachte.

## Erfolge

### Weltcupsiege
| Datum             | Ort        | Land        |
| ----------------- | ---------- | ----------- |
| 14. Dezember 1991 | Sapporo    | Japan       |
| 15. Dezember 1991 | Sapporo    | Japan       |
| 25. Januar 1992   | Oberstdorf | Deutschland |
| 26. Januar 1992   | Oberstdorf | Deutschland |
| 5. Dezember 1992  | Falun      | Schweden    |
| 6. Dezember 1992  | Falun      | Schweden    |